# Samuel Umtiti
Samuel Umtiti (født 14. november 1993 i Yaoundé, Cameroun) er en fransk fodboldspillere med camerounske rødder, der spiller som forsvarsspiller for Lille.

## Ungdomskarriere
Umtiti spillede i hjemlandet for amatørklubben Menival i to år (1999-2001), indtil han i 2001 skiftede til den mere kendte klub Lyon. Umtiti spillede for Lyons ungdomshold i 11 år, indtil han i 2012 permanent blev rykket op på senior truppen.

## Klubkarriere

### Olympique Lyon
Umtiti blev rykket op på førsteholdet i 2012, men spillede dog et år på klubbens 2. senior. Han fik sin debut den 8. januar 2012 i en 3-1 sejr imod AS Lyon-Duchère, hvor Umtiti spillede hele kampen.

## Landshold
Umtiti spiller (pr. januar 2014) på Frankrigs U21 landshold. Han har derudover spillet for U17, U18, U19 og U20 landsholdende, som også kan ses i infoboksen til højre.
Umtiti spillede bl.a. U/17 Europamesterskabet i fodbold i 2010 med sit U17 landshold.